# ویلانووا موندووی
ویلانووا موندووی (به ایتالیایی: Villanova Mondovì) یک کومونه در ایتالیا است که در استان کونیو واقع شده‌است. ویلانووا موندووی ۲۸٫۴ کیلومتر مربع مساحت و ۵٬۸۲۰ نفر جمعیت دارد و ۵۲۶ متر بالاتر از سطح دریا واقع شده‌است.